# Letland op het Eurovisiesongfestival 2023
Letland nam deel aan het Eurovisiesongfestival 2023 in Liverpool, Verenigd Koninkrijk. Het was de 23ste deelname van het land aan het Eurovisiesongfestival. LTV was verantwoordelijk voor de Letse bijdrage voor de editie van 2023.

## Selectieprocedure
Letland hield ook in 2023 vast aan Supernova als selectiemethode voor het songfestival. De inschrijving voor deelname liep van 22 september tot en met 1 december. Op 6 januari 2023 werden de 15 kandidaten en hun liedjes bekend gemaakt. Onder hen zat Justs, die in 2016 vijftiende werd met het lied Heartbeat. Markus Riva is er dit jaar ook weer bij. Sinds 2014 probeert de zanger al om zijn land te mogen vertegenwoordigen. Tot op heden zonder succes.
Daarnaast werden de verdere details over hoe de tv-selectie er uit zal zien bekend gemaakt. Op 4 februari stond de halve finale gepland, waarna 10 kandidaten op 11 februari de strijd aangaan voor het eurovisieticket naar Liverpool.
Aan de halve finale namen uiteindelijk 14 kandidaten deel, oorspronkelijk waren er vijftien kandidaten geselecteerd, maar één daarvan werd gediskwalificeerd en een vervanger werd er niet opgeroepen.
De finale werd uiteindelijk gewonnen door de band Sudden Lights. Patrisha eindigde als tweede; voor het duo 24. Avēnija. De uitslag werd bepaald door een jury en televoting.
Vanaf 2009 werd slechts tweemaal (in 2015 en 2016) de finale gehaald. Vijfmaal werd de Letse inzending zelfs laatste in de halve finale. In de resterende jaren kwam Letland alleen in 2018 in de buurt van een finaleplaats.

## Supernova 2023

### Halve Finale
| Artiest           | Lied                |
| ----------------- | ------------------- |
| Artūrs Hatti      | "Love Vibes"        |
| Alise Haijima     | "Tricky"            |
| Inspo             | "Sway"              |
| Toms Kalderauskis | "When It All Falls" |
| Katrine Miller    | "Beaten Down"       |
| Justs             | "Stranger"          |
| Adriana Miglāne   | "Like I Wanna"      |
| 24. Avēnija       | "You Said"          |
| Markus Riva       | "Forever"           |
| Avéi              | "Let Me Go"         |
| Patrisha          | "Hush"              |
| Raum              | "Fake Love"         |
| Luīze             | "You to Hold Me"    |
| Sudden Lights     | "Aijā"              |

### Finale
| Artiest           | Lied                | Jury | Televote | Televote | Totaal | Plaats |
| Artiest           | Lied                | Jury | Stemmen  | Punten   | Totaal | Plaats |
| ----------------- | ------------------- | ---- | -------- | -------- | ------ | ------ |
| Alise Haijima     | "Tricky"            | 3    | 5,607    | 3        | 6      | 8      |
| Luīze             | "You to Hold Me"    | 2    | 2,384    | 1        | 3      | 10     |
| Raum              | "Fake Love"         | 4    | 6,986    | 5        | 9      | 6      |
| Toms Kalderauskis | "When It All Falls" | 7    | 2,608    | 2        | 9      | 7      |
| Artūrs Hatti      | "Love Vibes"        | 1    | 6,251    | 4        | 5      | 9      |
| Patrisha          | "Hush"              | 10   | 50,958   | 10       | 20     | 2      |
| Sudden Lights     | "Aijā"              | 12   | 66,307   | 12       | 24     | 1      |
| 24. Avēnija       | "You Said"          | 8    | 8,735    | 7        | 15     | 3      |
| Avéi              | "Let Me Go"         | 5    | 8,294    | 6        | 11     | 5      |
| Markus Riva       | "Forever"           | 6    | 27,302   | 8        | 14     | 4      |

## In Liverpool
Letland kwam uit in de eerste halve finale op dinsdag 9 mei. Letland trad op als vierde act, tussen de acts van Servië en Portugal. Het land kwam op een 11de plaats terecht, wat niet voldoende was voor een plaats in de grote finale op 13 mei 2023.
2000 · 2001 · 2002 · 2003 · 2004 · 2005 · 2006 · 2007 · 2008 · 2009 · 2010 · 2011 · 2012 · 2013 · 2014 · 2015 · 2016 · 2017 · 2018 · 2019 · 2020 · 2021 · 2022 · 2023 · 2024 · 2025
Albanië · Armenië · Australië · Azerbeidzjan · België · Cyprus · Denemarken · Duitsland · Estland · Finland · Frankrijk · Georgië · Griekenland · Ierland · IJsland · Israël · Italië · Kroatië · Letland · Litouwen · Malta · Moldavië · Nederland · Noorwegen · Oekraïne · Oostenrijk · Polen · Portugal · Roemenië · San Marino · Servië · Slovenië · Spanje · Tsjechië · Verenigd Koninkrijk · Zweden · Zwitserland